# Veľký Blh
Veľký Blh, ungarisch Vámosbalog (ungarisch auch Nagybalog) ist eine Gemeinde in der Süd-Mitte der Slowakei, mit 1144 Einwohnern (Stand 31. Dezember 2024) und liegt im Okres Rimavská Sobota, einem Kreis des Banskobystrický kraj.

## Geographie
Die Gemeinde liegt in der hügeligen Landschaft des Kessels Juhoslovenská kotlina, Untereinheit Rimavská kotlina am Flüsschen Blh. Nördlich des Ortes erhebt sich das Bergland Revúcka vrchovina, Teil des Slowakischen Erzgebirges. Das Ortszentrum liegt auf einer Höhe von 216 m n.m. und ist 12 Kilometer von Rimavská Sobota entfernt.

## Geschichte
Die heutige Gemeinde entstand 1943 durch Zusammenschluss der Orte Nižný Blh (ungarisch Alsóbalog) und Vyšný Blh (früher „Vyšný Balog“; ungarisch Felsőbalog).
Der ursprünglich einige Ort wird zum ersten Mal im 13. Jahrhundert schriftlich erwähnt und lag im Schatten der nahen Burg Blh, zu deren Herrschaftsgut bis zum 17. Jahrhundert das Gebiet gehörte.

## Bevölkerung
| Jahr                | 1994 | 2004    | 2014    | 2024    |
| ------------------- | ---- | ------- | ------- | ------- |
| Anzahl der Personen | 1127 | 1147    | 1207    | 1144    |
| Unterschied         |      | +1,77 % | +5,23 % | −5,21 % |

| Jahr                | 2023 | 2024    |
| ------------------- | ---- | ------- |
| Anzahl der Personen | 1128 | 1144    |
| Unterschied         |      | +1,41 % |

Ergebnisse nach der Volkszählung 2001 (1116 Einwohner):
| Nach Ethnie: - 69,04 % Magyaren - 28,39 % Slowaken - 0,69 % Zigeuner - 0,09 % Tschechen | Nach Religion: - 40,82 % römisch-katholisch - 18,78 % konfessionslos - 9,43 % evangelisch - 3,17 % keine Angabe |

## Sehenswürdigkeiten
- Ruinen der Burg Blh
- Barockes Landschloss von 1720 mit englischem Park
- Reformierte Kirche

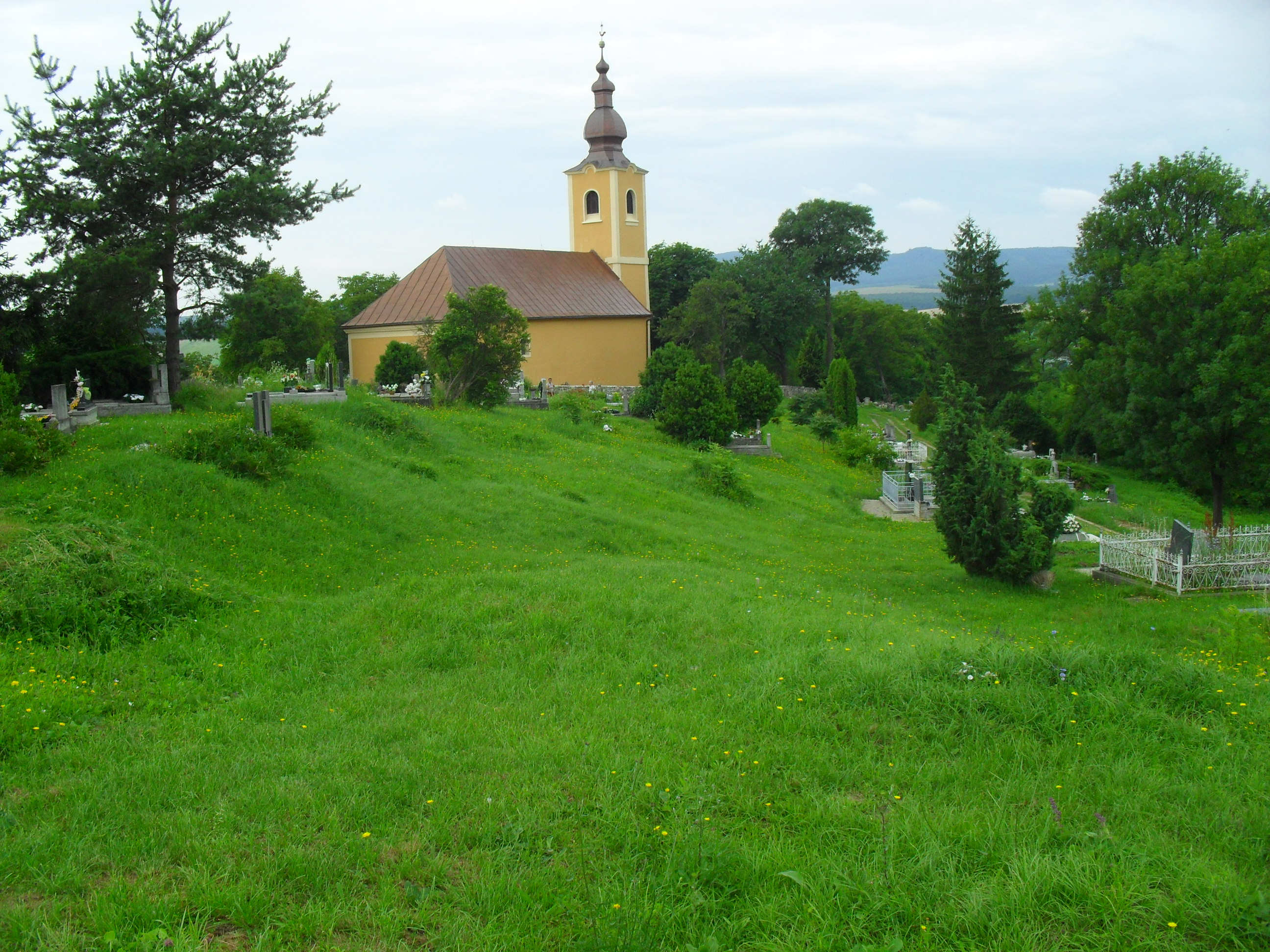
Friedhof und Kirche in Veľký Blh
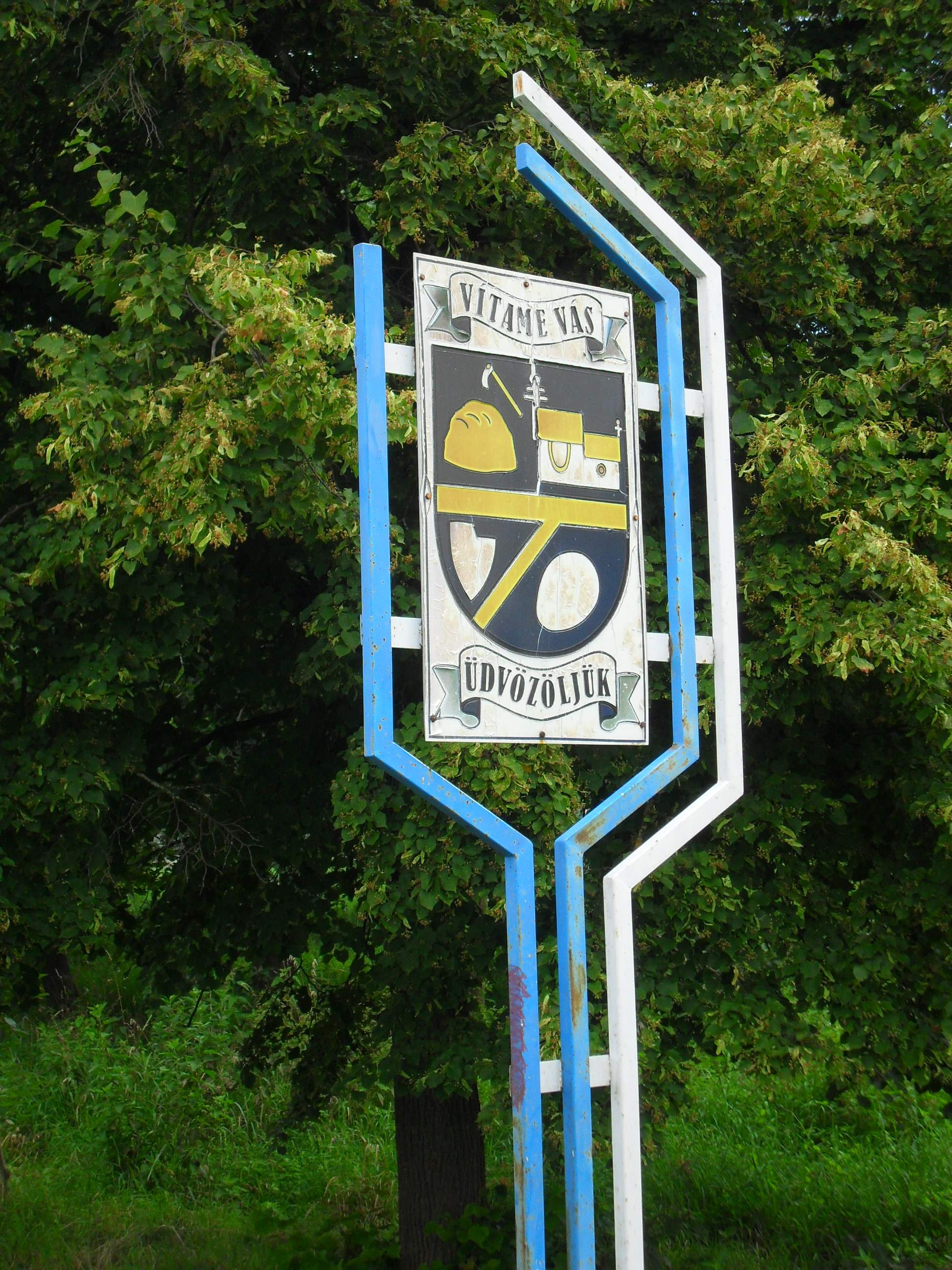
Wappen von Veľký Blh